# Тихонов, Иван Александрович
Иван Александрович Тихонов — советский военный деятель, полковник.

## Биография
Родился в 1915 году в селе Поповка. Член КПСС.
С 1941 года — на военной службе. В 1941—1995 гг. — участник Великой Отечественной войны, заместитель начальника, начальник 1-го отделения штаба 269-й стрелковой дивизии, на командных должностях в Советской Армии, член президиума Могилевского городского совета Белорусской республиканской организации ветеранов войны, труда, Вооруженных Сил и правоохранительных органов.
Избирался депутатом Верховного Совета Белорусской ССР/Белоруссии 12-го созыва.
Умер в Могилёве в 2006 году.